# تپه زرد
تپه زرد مربوط به دوران پیش از تاریخ ایران باستان است و در شهرستان جوانرود، بخش روانسر، روستای تپه زرد واقع شده و این اثر در تاریخ ۲۳ شهریور ۱۳۸۲ با شمارهٔ ثبت ۱۰۱۴۱ به‌عنوان یکی از آثار ملی ایران به ثبت رسیده است.